# Aleksandr Aronovič Stolbov
Aleksandr Aronovič Stolbov (Samara, 18 luglio 1920 – Mosca, 28 settembre 1986) è stato un regista cinematografico sovietico.

## Filmografia

### Regista
- Obyknovennyj čelovek (1956)[1]